# Colibri corinne
Heliomaster longirostris
Espèce
Répartition géographique
Statut de conservation UICN

 LC  : Préoccupation mineure
Statut CITES
Le Colibri corinne (Heliomaster longirostris) est une espèce de colibris de la sous-famille des Trochilinae et de la tribu des Lampornithini.

## Description
Le mâle a le front et la couronne bleu métallique brillant à bleu-verdâtre. L'arrière du cou est bronze foncé ou bronze cuivré apparaissant presque noir vu de face. Le dos, les scapulaires, la couverture alaire, la couverture des sous-caudales et les rectrices médianes sont bronze métallique ou vert-bronze, les dernières parfois terminées de noirâtre. Le centre du croupion montre une tache, parfois allongée, ou une large bande blanche. Les rectrices latérales sont bronze métallique ou vert-bronze à la base et noirâtre sur le reste, les deux externes très souvent tachetées de blanc sur l'extrémité. Les rémiges sont ardoise-brunâtre foncé ou sombre légèrement nuancé de violet. Présence d'une petite tache post-oculaire peu visible blanchâtre et d'une large bande blanc terne près du bec. Le menton est noir terne. La gorge pourpre rougeâtre métallique (de grenade à magenta), les plumes de la base sont sombres. Les côtés du cou et la poitrine sont gris-brunâtre (presque gris souris sur les bords et plus pâle sur le milieu) se décolorant en blanc sur l'abdomen. Les flancs sont bronze métallique ou vert-bronze avec les plumes grises à la base généralement bordées de la couleur des flancs. Les sous-caudales sont sombres largement et fortement bordées de blanc. Présence d'une large touffe de plumes blanches entre les flancs et le croupion. Le bec est noir terne, l'œil est brun foncé et les pattes sombres.

La femelle est semblable au mâle mais le front et la couronne sont vert métallique terne (identique à la couleur du dos mais en plus terne et plus foncé). Le noirâtre du menton est plus étendu et occupe parfois une plus grande partie de la gorge où le pourpre rougeâtre métallique est parfois limité à quelques plumes sur l'extrémité de la partie inférieure grise légèrement plus pâle que chez le mâle.

## Habitat
Il fréquente les lisières des forêts humides et semi-humides ainsi que les forêts ouvertes, les plantations et les jardins.

## Sous-espèces
D'après la classification de référence (version 10.1, 2020) du Congrès ornithologique international, cette espèce est constituée des trois sous-espèces suivantes (ordre phylogénique) :
- Heliomaster longirostris pallidiceps Gould, 1861 — du sud du Mexique au Nicaragua ;
- Heliomaster longirostris longirostris (Audebert & Vieillot, 1801) — du Costa Rica à travers le nord-ouest de l'Amérique du Sud ;
- Heliomaster longirostris albicrissa Gould, 1871 — ouest de l'Équateur.

## Référence
(en) « Neotropical Birds Online », Cornell Lab of Ornithology, 31 octobre 2011